# Cooties
Cooties é um filme de comédia de terror estadunidense de 2014 dirigido por Cary Murnion e Jonathan Milott, escrito por Ian Brennan e Leigh Whannell. O filme é estrelado por Elijah Wood, Alison Pill, Rainn Wilson, Jack McBrayer e Jorge Garcia.

## Sinopse
Uma garota acaba comendo um nugget de frango contaminado, que acaba infectando ela e outras crianças. Os professores e duas crianças não infectadas tem que sair da escola vivos.

## Elenco
- Elijah Wood como Clint Hadson, um professor substituto em uma escola primária
- Alison Pill como Lucy McCormick, uma professora de 4ª série e paixão de infância de Clint
- Rainn Wilson como Wade Johnson, um antigo atleta estrela da escola secundária que agora é um professor de educação física na escola
- Morgan Lily como Tamra
- Jack McBrayer como Tracy
- Jorge Garcia
- Nasim Pedrad como Rebekkah Halverson
- Leigh Whannell como Doug
- Peter Kwong como Mr. Hatachi
- Miles Elliot como Dink
- Jake Brennan como Lincoln
- Jared Breeze como Garoto com o Capacete de Segurança
- Aiden Lovekamp como Racer
- Nikita Ager como Mãe de Patriot
- Armani Jackson como Calvin
- Cooper Roth como Patriot
- Sunny May Allison como Shelley Linker

## Produção

### Filmagem
As filmagens começaram em 15 de julho de 2013 em Los Angeles, Califórnia. Glacier Films irá produzir o filme.

### Trilha sonora
A trilha sonora original foi criado para SpectreVision por Kreng, o alter ego do compositor e designer de som belga Pepijn Caudron.

### Lançamento
O filme estreou em 18 de janeiro de 2014 no Egyptian Theatre em Park City, Utah durante o Festival Sundance de Cinema 2014 onde foi selecionado para ser apresentado no programa "Park City at Midnight". A data de lançamento prevista para os Estados Unidos é 10 de outubro de 2014.